# Mangazeja

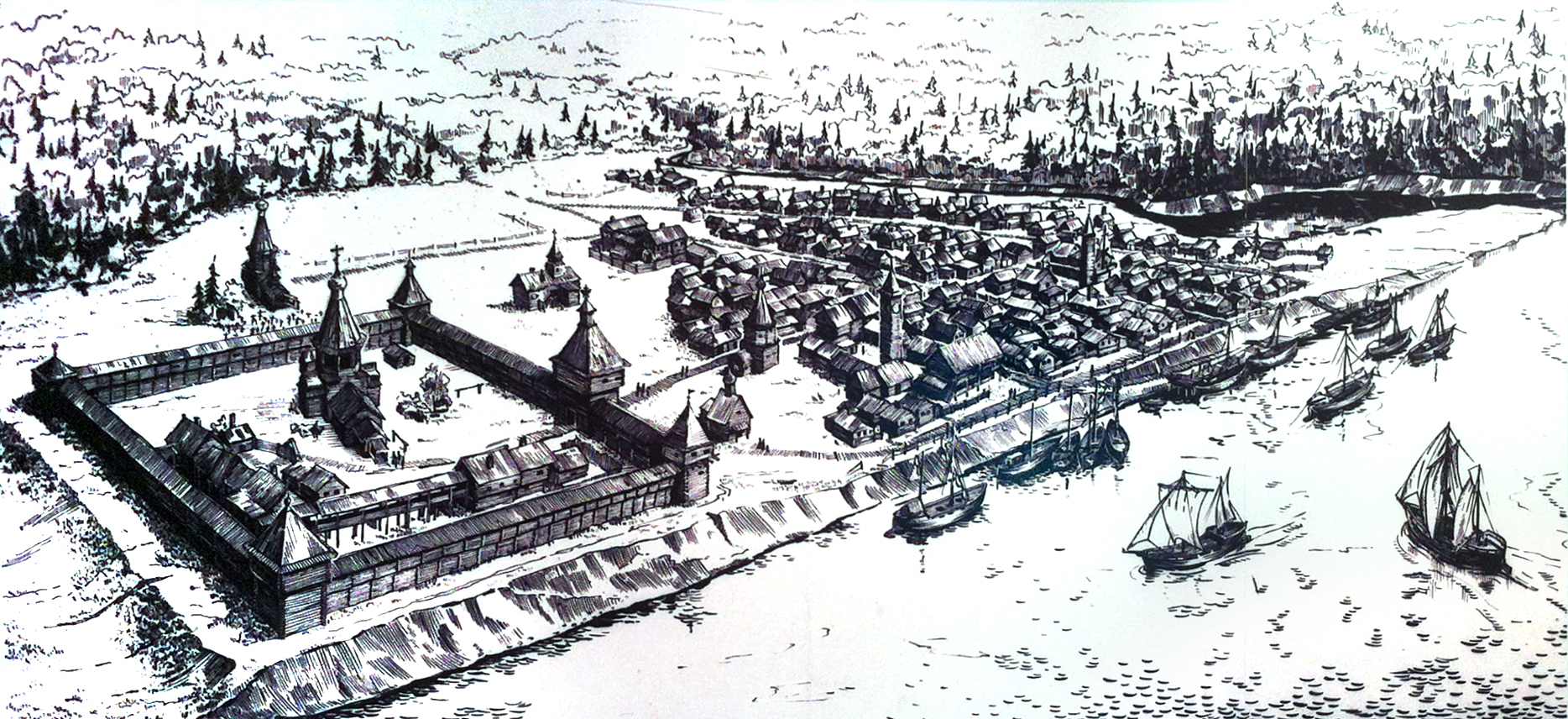
Ricostruzione grafica di Mangazeja

Mangazeja fu un'antica colonia commerciale russa, situata all'estremità nordoccidentale della Siberia lungo il corso del fiume Taz. L'insediamento venne fondato all'inizio del XVII secolo dai Pomor, i russi che colonizzarono le coste del mar Bianco.
Mangazeja si trovava a breve distanza dai corsi dei più importanti fiumi della Siberia occidentale (tra i quali il maggiore è l'Ob'); da qui passava una rotta commerciale verso la Siberia che superava a nord i monti Urali e attraversava la penisola Jamal per poi ridiscendere verso la Siberia occidentale. Questa via era tradizionalmente poco utilizzata, dal momento che il governo degli zar autorizzava il commercio con la parte asiatica tramite una via commerciale che passava più a sud attraversando gli Urali.
Il caos politico del periodo dei torbidi, all'inizio del '600, aveva molto indebolito il potere imperiale russo; le proibizioni relative al commercio lungo la via settentrionale vennero così a cadere, a tal punto che nel 1615 passava attraverso questa via più della metà del commercio fra Russia europea e Siberia; i Pomor della Russia settentrionale portavano in Europa pellicce, avorio (dagli scheletri dei mammut e dai denti dei trichechi) e metalli preziosi dalla Siberia, trasportando invece in Siberia sale, alcol e manufatti. I beni venivano stoccati nei magazzini di Mangazeja per la maggior parte dell'anno, in attesa delle spedizioni che partivano nei tre mesi estivi. In questo torno di tempo, Mangazeja si sviluppò e vi venne costruito un forte.
Il ristabilirsi del potere degli zar moscoviti, con l'elezione di Michail Romanov al trono moscovita nel 1613, segnò l'inizio della fine per Mangazeja. Il nuovo zar vietò, sotto pena di morte, l'utilizzo della via commerciale settentrionale, portando Mangazeja ad un rapidissimo declino. L'insediamento divenne una "città fantasma" e, dopo un devastante incendio, fu abbandonato dagli abitanti che si installarono in un campo invernale cosacco non molto distante che venne da loro denominato Novaja Mangazeja, in seguito ribattezzato Turuchansk.
Dell'antico insediamento si perse traccia per secoli, fino alla sua riscoperta avvenuta nel 1967.